# International trucks

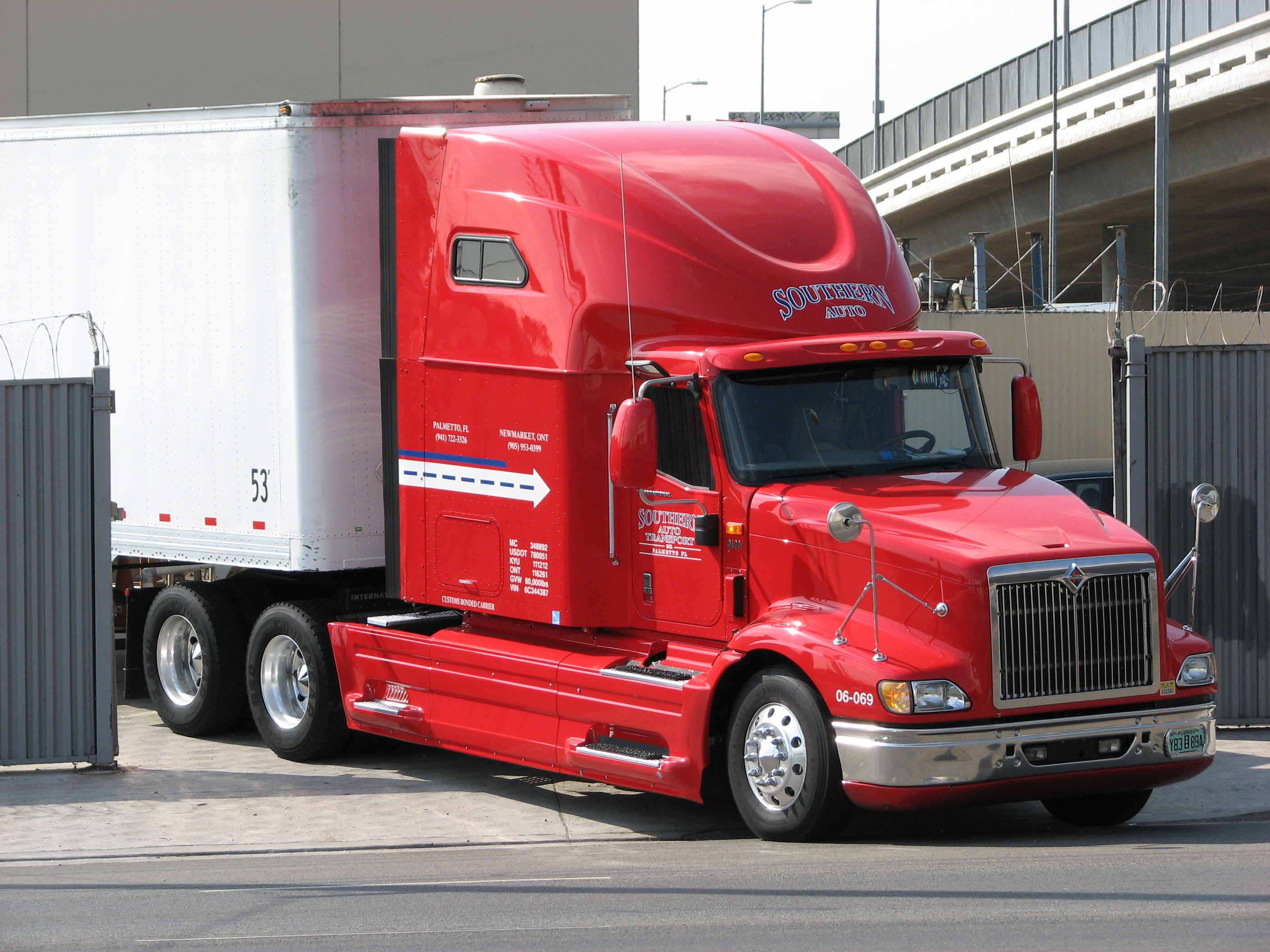
Tracteur routier International avec un semi-fourgon (Van) à Los Angeles.

International trucks est un constructeur de camions américain appartenant au groupe Navistar depuis 1986. International trucks a commencé sa production en 1907 avec des camions légers sous la marque International Harvester. Son siège social est situé à Chicago (Illinois).

## Historique

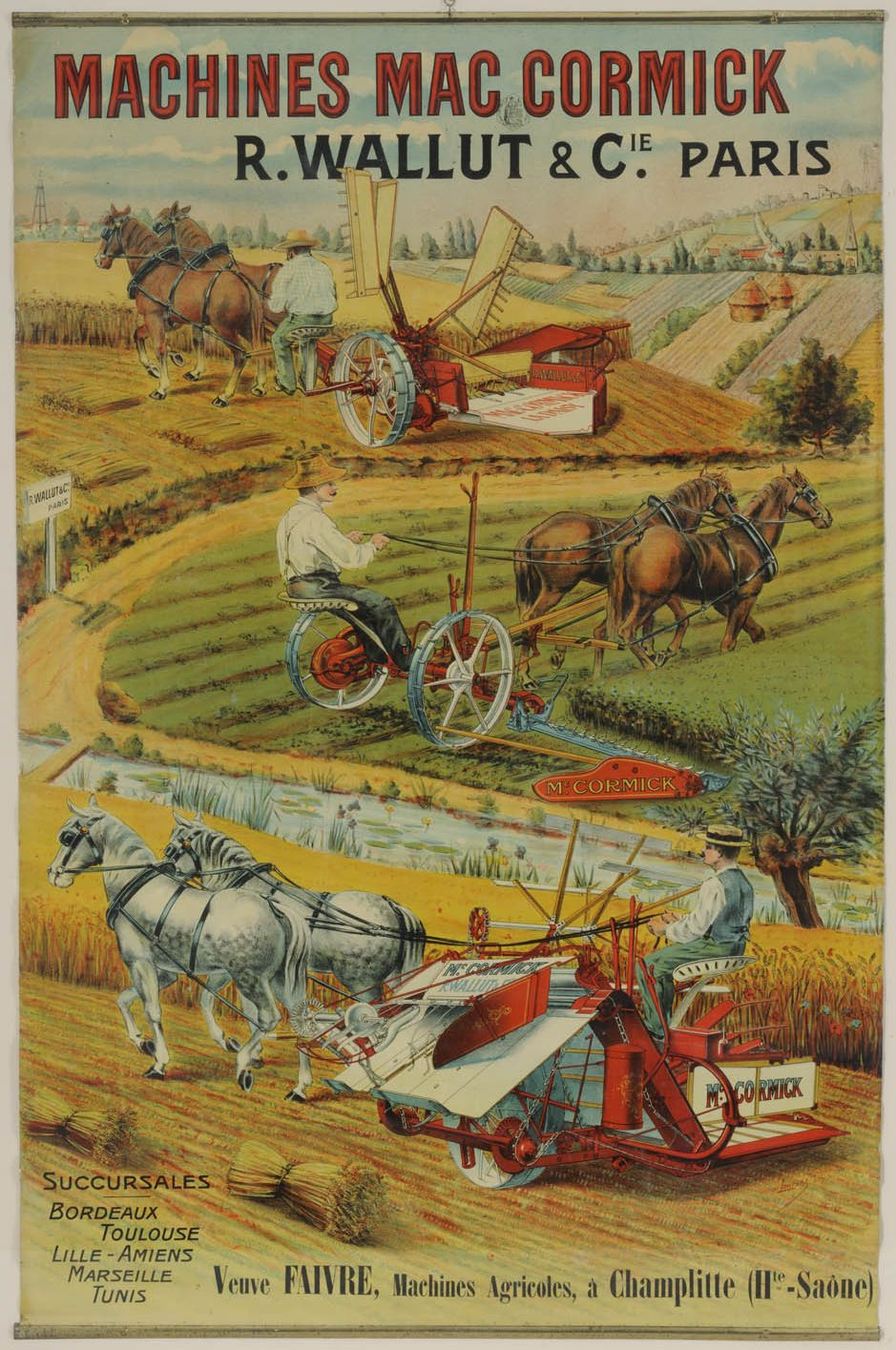
Pub pour de l'équipement agricole McCormick en France.

En 1831, Cyrus Hall McCormick (1809-1884) construit sa première moissonneuse mécanique avec l'aide de son père Robert McCormick, né en 1780, à la ferme familiale dans le comté d'Augusta, Virginie. En 1847, McCormick déménage la production à Chicago. En 1879, Cyrus et son frère Leander créent la McCormick Harvesting Machine Company.
En 1902, McCormick, Deering Harvester Company (en) et Warder Bushnell and Glessner, fusionnent avec deux autres fabricants de machinerie agricole : Plano Company et Keystone pour former l'International Harvester Company. En 1907, la nouvelle firme décide d'augmenter sa production avec des camions légers et produit aussi l'Auto Buggy, un chariot motorisé, avec un moteur de 2 cylindres et refroidi à l'air, à l'usine Akron, Ohio.
En 1921, la gamme de modèles de camions vont jusqu'à 5 tonnes de charge utile et une nouvelle usine de production à Springfield (Ohio), est construite. En 1923, International inaugure une usine à Fort Wayne (Indiana). En 1925, la production de camions monte à 50 000. En 1927, les modèles à cabines fermées sont introduits.

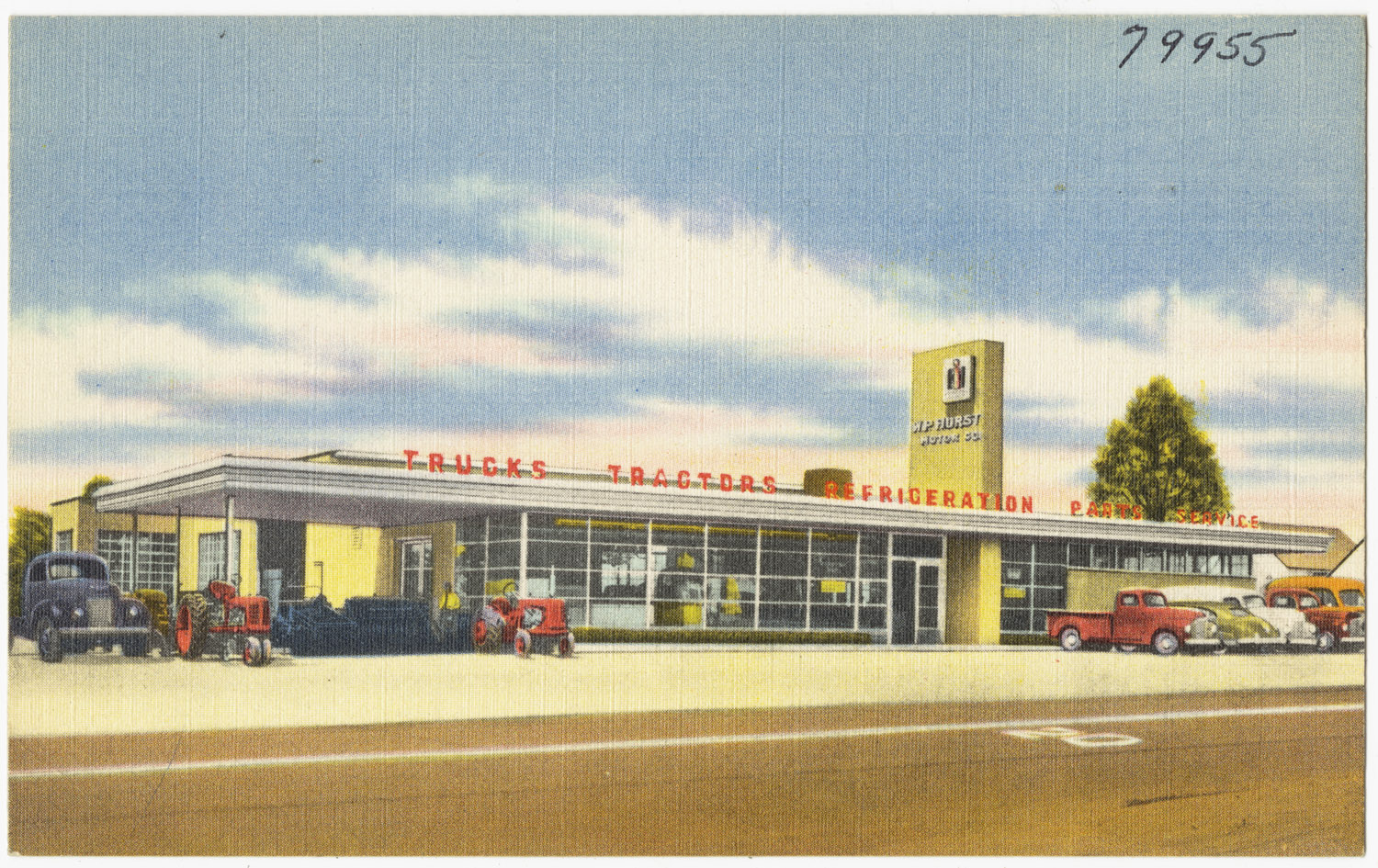
Concessionnaire International Harvester, période 1930-1945. Tracteurs, camions, réfrigération, pièces et service.

En 1930, International crée une division de réfrigération, avec une gamme allant du réfrigérateur familial aux grosses armoires industrielles, mais en 1955, la firme cède cet actif et l'usine qui est située à Evansville à Whirlpool Corporation. En 1933, l'entreprise offre des moteurs Diesel. La gamme « C line » comprend alors 18 modèles, en versions porteurs et tracteur routier avec remorques, dont un 7 tonnes de poids total roulant autorisé (PTRA). En 1935, un autre modèle de camion apparaît avec trois essieux, des boggies arrière Hendrickson et 10 tonnes de charge utile (PTAC). En 1937, la « série D », remplace la « série C » et une gamme de camions à cabine avancées est créée. En 1938, des cabines couchette sont proposées en option.
En 1940, une nouvelle gamme est inaugurée avec la « série Line K ». Entre 1939 et 1945, l'entreprise participe à l'effort de guerre en fournissant du matériel militaire à l'armée américaine, comme le camion H542 (en) dont la production est partagée avec Kenworth, Marmon et Herrington. En 1946, après la guerre, apparaissent les « KB », une évolution luxe de la « série K », dont elle reprend de nombreux éléments. Plusieurs compagnies copient ce modèle : DINA SA au Mexique, ZIL en Russie et Jiefang en Chine. Le « KB » est décliné en 3 versions, le « KB-8 » à pont à réduction spirale, le « KBR-8 » à double réduction et le « KBS-8 » à pont à deux vitesses.
En 1950, un nouveau modèle est proposé, le « LC-400 », un tracteur au nez tronqué, avec en option une couchette intégrée. En 1953, une nouvelle gamme apparaît, la série « R Comfo-Vision cab », un modèle de camion à capot, avec une cabine en acier, un pare-brise incurvé d'une seule pièce et, en option, une couchette, avec des choix de moteurs à essence, au gazole et au gaz liquéfié, d'une transmission de 5 rapports. C'est également l'année de production de la série « S ». En 1954, International achète des cabines avancées de Diamond T, pour les installer sur ses châssis, avec des moteurs à essence ou diesel, en configuration de 2 ou 3 essieux, et des transmissions de 5 et 8 rapports. En 1956, la firme introduit le « DCOF-405 », un camion à cabine avancée, en configuration de 6 × 2 et 6 × 4, avec en option une couchette. En 1959, International produit la série « B », pour des travaux urbains et la firme crée une division australienne, International Trucks Australia Ltd. Le premier modèle de l'usine de Dandenong Works est un camion militaire 4 × 4 de 2,5 tonnes de charge utile, pour l'armée Australienne, toutefois la firme exportait des véhicules lourds en Australie et en Nouvelle-Zélande depuis 1912. En 1961, un camion civil du nom de « AACO » (Australian A-Line Cabover) est développé à partir du modèle militaire pour le marché local, avec des moteurs à essence ou diesel Perkins (moteurs) de 8 cylindres. Un terrain d'essais est aménagé à Anglesea.
En 1961, la firme conçoit une gamme légère appelée Scout, en versions « Station Wagon », « Roadster » et « Pickup ». En 1962 est lancée une nouvelle série nommée « Loadstar », des modèles de camions à capot, avec des moteurs à essence ou diesel de 6 et 8 cylindres, des transmissions manuelles de 5 et 8 rapports ou automatiques à 6 rapports. Ces modèles sont disponibles en tracteur, en porteur et le châssis est également utilisé pour les autobus. En 1963, un nouveau modèle est introduit, le « Fleetstar », un camion à capot en ailes de papillon, avec des moteurs de 6 cylindres de Cummins, ou de Detroit Diesel, il remplace la « série R ». Ensuite, trois séries sont produites : la « série VCO », la « série M » pour les gros travaux de chantiers et de même que le « Playstar », une gamme pour les travaux publics. Enfin, International créé une usine en Angleterre pour construire et vendre une gamme de camions localement. En 1965 sort le « COF-4000-D », un nouveau camion à cabine avancée, disponible avec une couchette, avec des choix de moteurs Cummins ou Detroit Diesel, proposé en configuration de 4 × 2, 6 × 2 et 6 × 4, pour des poids de PTAC de 19 tonnes en porteur et PTRA de 36 tonnes avec remorque.
En 1970, international produit la « série F » destinée aux travaux de chantier, avec au choix son propre moteur diesel de 6 cylindres ou celui de Cummins et des transmissions de 10 à 15 rapports. En 1971, les « Transtar », une gamme de camions disponibles en version avec capot ou en cabine avancée et un autre modèle le « Cargostar » sont construits. Et en Australie, la firme introduit la gamme de cabines basculantes : « ACCO-A », des camions porteurs de 5 à 11,8 tonnes et de 24 tonnes avec remorque. En 1972, International interrompt la production à l'usine Britannique à cause des ventes insuffisantes, ensuite la firme acquiert une participation de 33 % de DAF d'Eindhoven, Pays-Bas. En 1974, International prend possession de la firme Seddon Atkinson, d'Oldham, Angleterre. En 1978, en Australie, une nouvelle gamme de modèles nommée « ACCO-B », pour les gros travaux (plus de 50 tonnes avec remorque), est disponible.
En 1981, International achète une participation de 35 % de ENASA Pegaso. La firme propose alors un autre camion à cabine avancée le « CO9670 » avec des choix de moteurs de Cummins, Caterpillar et Detroit Diesel, d'une transmission manuelle Fuller à 13 rapports. En 1983, l'entreprise introduit la « série FC », une gamme de camions porteurs à cabine avancée, pour la livraison locale.

### Navistar International
En 1984, International Harvester Group, connaît des difficultés financières et toutes les participations sont vendues. Pegaso obtient son indépendance et rachète Seddon Atkinson. International vend sa division de machinerie agricole à Case. Celle-ci devient par la suite : Case IH puis sera rachetée par Fiat Group pour former CNH Global. En 1986, l'entreprise prend le nom de Navistar International. En 1989, la « série 8100 », est inaugurée, avec des moteurs Cummins ou Caterpillar, une transmission à 7 rapports, en configuration de tracteur et porteur de 4 × 2 et 6 × 4.
En 1990, IVECO acquiert ENASA Pegaso et sa filiale Seddon Atkinson. En 1992, International cède sa division australienne International Trucks Australia Ltd à IVECO, mais la firme américaine continue à vendre des camions en Australie, en les exportant depuis les États-Unis. En 1995, la dernière série de camions à cabine avancée de « classe 8 », est inaugurée, sous le nom de « série 9800 », mais la production de ce modèle, est interrompue aux États-Unis en 1999 à cause des ventes insuffisantes. En 1998, une nouvelle série est produite, la « série 4900 », une gamme de camions utilisés pour la distribution urbaine, les services municipaux, disponible en tracteurs et porteurs, en configuration de 4 × 2 et 6 × 4. En 1999, un nouveau modèle est disponible, un camion à long capot de forme classique et nommée « 9900I Eagle », avec des moteurs de 6 cylindres, de 14 litres, avec des choix de moteurs de Caterpillar ou Cummins et de puissance de 600 ch.
En 2004, la firme introduit la « série XT », une gamme de camions légers, en configuration de : Pickup, avec une cabine équipée de quatre portes et quatre roues motrices. Navistar et MAN AG s'associent pour développer une nouvelle gamme de moteurs, la firme américaine les nomme « Maxxforce ». En 2007, après cinq ans de développement et un investissement de 300 millions de dollars, l'entreprise met sur le marché deux modèles le « Prostar », un tracteur longue distance et le « Workstar », un camion de chantier.
Au salon de Chicago de 2008, International présenta le « LoneStar » au style rétro d'inspiration de la « série D » de 1937 et conçu sur la base du « Prostar », avec : un tableau de bord en simili-bois, des phares intégrés aux ailes, des choix de moteurs de Caterpillar C15 de 435 à 550 ch, ou de Cummins ISX de 435 à 600 ch, des choix de transmission Fuller manuelle de 10 à 18 rapports ou automatique à 10 rapports, des freins à air, ABS, un système anti-renversement, un angle de braquage de 50 degrés, une suspension pneumatique, en configuration de 6 × 4, disponible avec une cabine de jour ou en cabine couchette.

## Liste des modèles
- KB-8 ;
- RDF 405 ;
- R 185 ;
- RD 195 Roadliner ;
- RDC 405 ;
- C 405 L ;
- DCOF-405 ;
- COF 4000 D ;
- F-2000 D ;
- F-2010 A ;
- 9370 Eagle ;
- Série 8100 (en) ;
- 9400 Eagle (en) ;
- 9300 Eagle ;
- Série 4900 (en) ;
- 9900 Eagle ;
- ProStar (en) ;
- LoneStar.